# Rauchs Landgut
Rauchs Landgut befindet sich in Bremen, Stadtteil Burglesum, Ortsteil St. Magnus, Richthofenstraße 70. Die Gesamtanlage wurde 1871 nach Plänen von Heinrich Müller errichtet. Villa Rauch (seit 1923 Haus Richardson), Gutsgarten und das Gärtnerhaus stehen seit 1973 unter Bremer Denkmalschutz.

## Geschichte

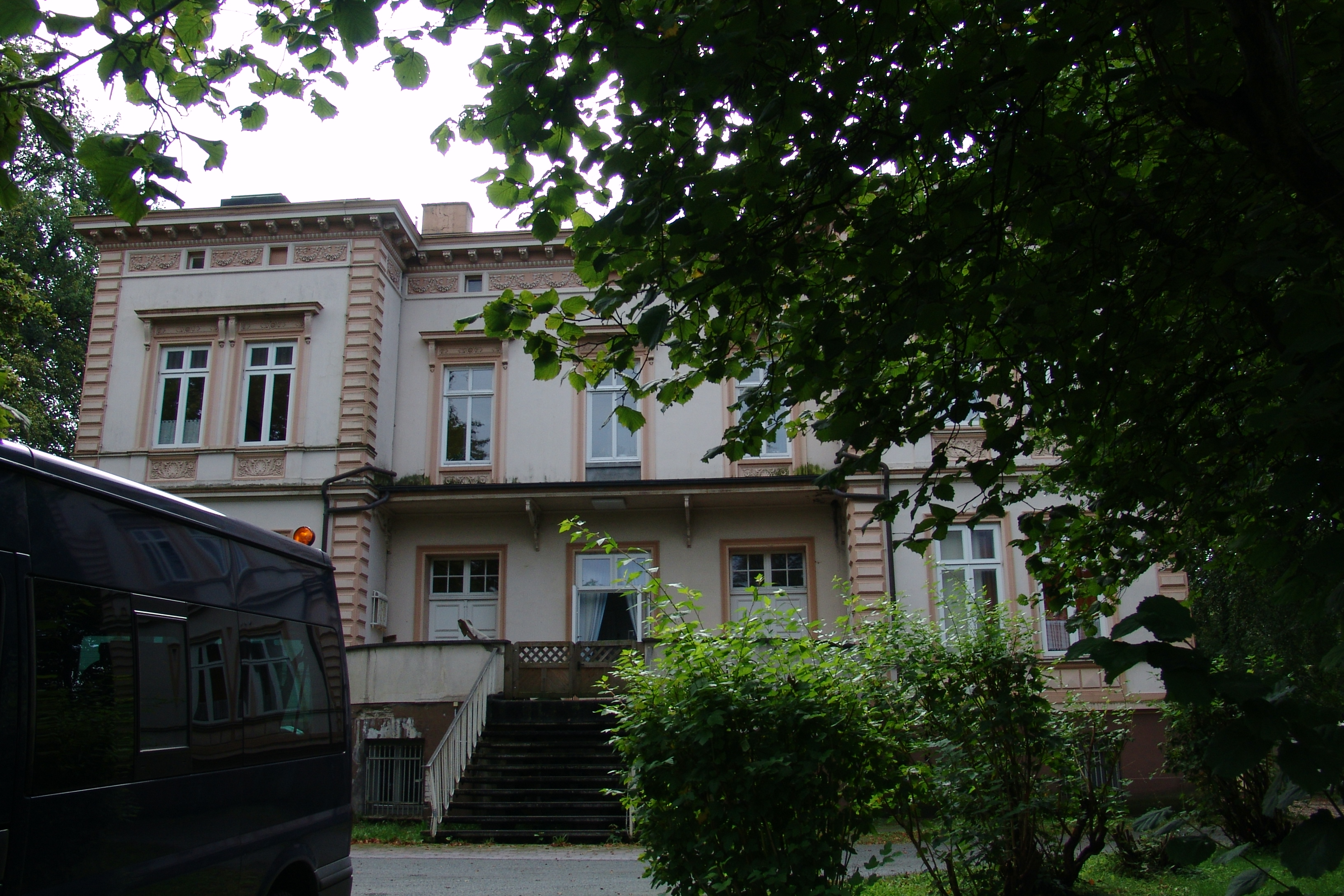
Villa Rauch

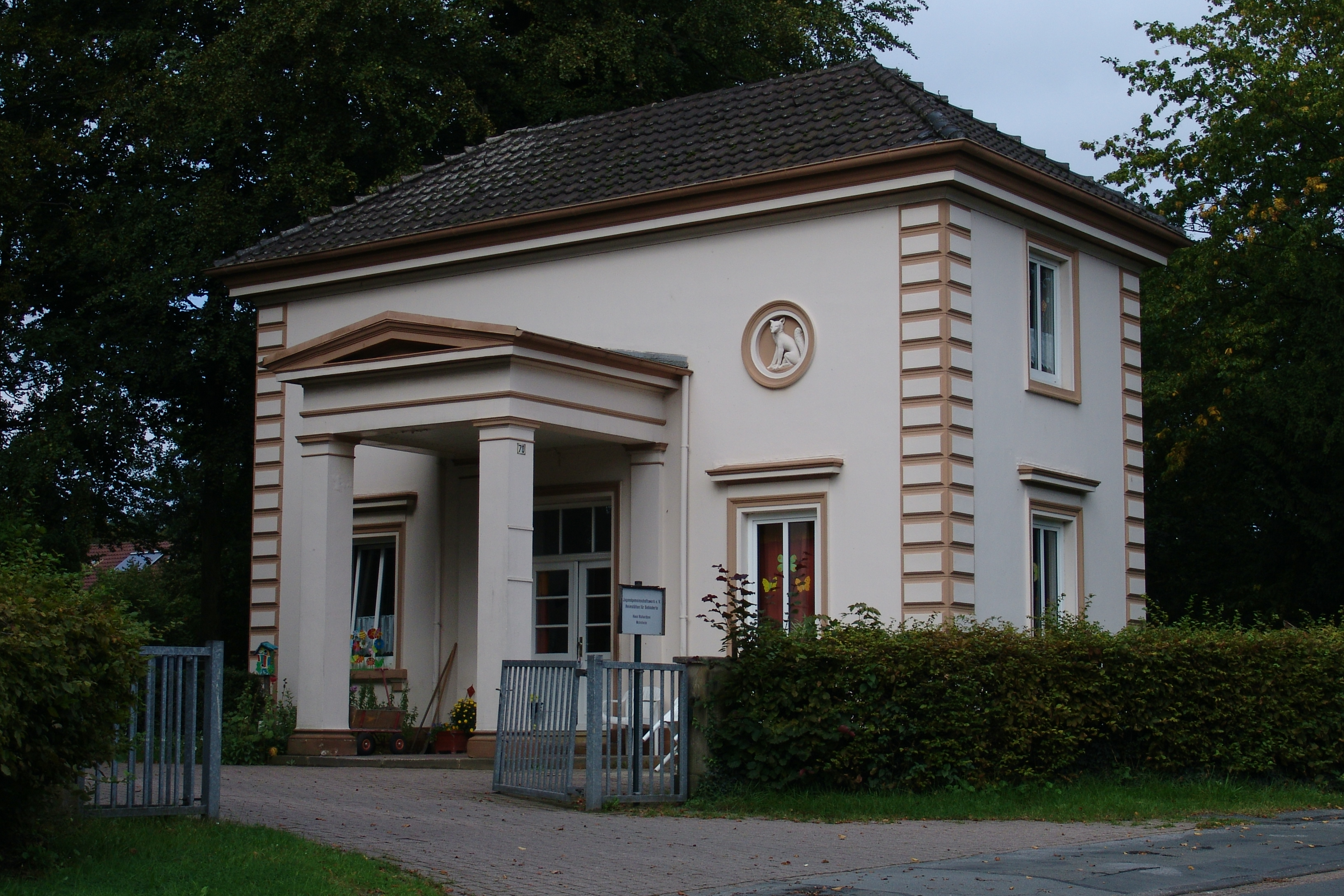
Rauchs Landgut, Gärtnerhaus

Das Areal von Rauchs Landgut umfasste um die 6 Hektar.

Die große, zweigeschossige, verputzte, 7-achsige Villa in einer H-Form mit dem flachen Walmdach, einem auskragenden, kräftigen Gesims, dem Mezzanin- und Sockelgeschoss, der zentralen Freitreppe sowie mit 900 Quadratmetern Nutzfläche wurde 1871 in der Epoche des Historismus im Stil des Klassizismus für den Kaufmann Johann Christoph Gottlieb Rauch gebaut. Das Gebäude wurde auch Villa Fuchsberg genannt, da in einem alten Grabhügel einige Fuchsbaue waren. Das Areal um den Fuchsberg zwischen den Villen wurde im Volksmund „bi den Wedel“ oder „op den Wedel“ genannt.
Als Haus Richardson war es seit 1923 bekannt, nachdem John Richardson, Inhaber der Nordsee Fischerei Bremerhaven es erworben hatte. 1928 ging es in den Besitz einer Wilhelmshavener Bank und 1937 in den Besitz des Deutschen Reiches über. Im Gebäude war danach ein Offizierskasino und nach dem Zweiten Weltkrieg ein Kinderheim untergebracht. 1983 war es im Besitz eines Jugendgemeinschaftswerkes. Dieser Verein betreut schwerstbehinderte Menschen. Er zog 2012 in andere Neubauten auf dem Gelände (Chaukenhügel 11 und Wohnheim Chaukenhügel 13) um.
Ein Energieunternehmen baute 2014/15 das Haus nach Plänen des Architekten Uwe Meier um und errichtete über dem Mezzanin ein Staffelgeschoss, welches das Landesamt für Denkmalpflege Bremen trotz Bedenken genehmigte, um eine Sanierung und weitere Verwendung des Hauses zu ermöglichen. Heute (2018) wird das Haupthaus durch die Firma Energiequelle GmbH genutzt, die zuvor im Haus Strom- und Wasserversorgungszentrale in St. Magnus ihren Sitz hatten. Auch ein zweigeschossiger, aber deutlich niedrigerer Neubau neben der Villa wurde gebaut.
Das Gärtnerhaus von 1871 ist zweigeschossig, verputzt und hat einen T-förmigen Grundriss. Es besitzt einen wuchtigen Portikus und ein Walmdach, die Eckausbildungen sind betont und das Gebäude ist mit zwei runden Medaillons geschmückt. Es wird auch durch das Energieunternehmen genutzt.